# Dakariella concinna
Dakariella concinna är en mossdjursart som beskrevs av Hayward 1993. Dakariella concinna ingår i släktet Dakariella och familjen Smittinidae. Inga underarter finns listade i Catalogue of Life.